# ألو بلاك

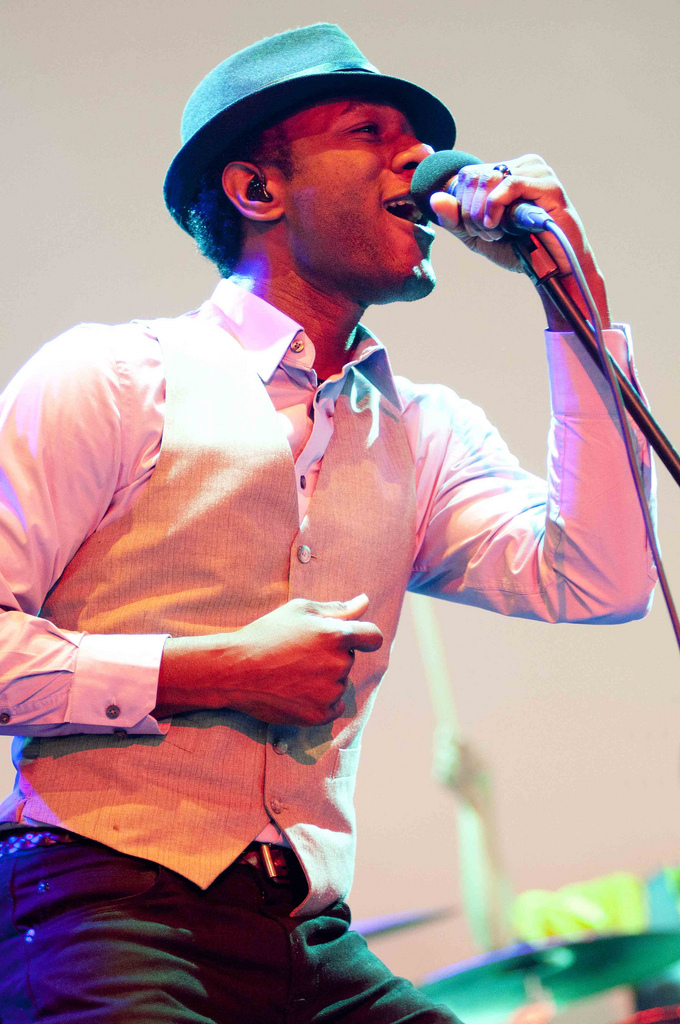
ألو بلاك في 2011

ألو بلاك (بالإنجليزية: Aloe Blacc) وإسمه الحقيقي إيغبيرت ناثانثييل دوكنز الثالث (بالإنجليزية: Egbert Nathaniel Dawkins III) وهو مغني وكاتب أغاني و رابر و موسيقي أمريكي ولد في يوم 7 يناير 1979 في مقاطعة أورانج، كاليفورنيا الولايات المتحدة وغنى مع أفتشي أغنية Wake me up في سنة 2013.

## روابط خارجية
- ألو بلاك على موقع IMDb (الإنجليزية)
- ألو بلاك على موقع ميوزك برينز (الإنجليزية)
- ألو بلاك على موقع رولينغ ستون (الإنجليزية)
- ألو بلاك على موقع أول ميوزيك (الإنجليزية)
- ألو بلاك على موقع ديسكوغز (الإنجليزية)
- ألو بلاك على موقع قاعدة بيانات الفيلم (الإنجليزية)